# دانشگاه آرکانزاس در لیتل راک
دانشگاه آرکنسا در لیتل راک (به انگلیسی: University of Arkansas at Little Rock) یکی از دانشگاه‌های ایالات متحده آمریکا بوده و در لیتل راک واقع است.